# Rally Costa Smeralda

Miki Biasion e Tiziano Siviero su Lancia Rally 037 del Jolly Club al Costa Smeralda del 1983

Il Rally Costa Smeralda è un rally che si disputa dal 1978 sugli sterrati galluresi e della Costa Smeralda, nato dall'incontro del Principe Karim Aga Khan IV fondatore della Costa Smeralda e l'allora Presidente dell'Automobile Club Sassari Don Franco di Suni come evento veicolo evento per promuovere il territorio della Costa Smeralda.
La prima edizione si è svolta nell'Aprile del 1978. Qui hanno vinto piloti come Verini, Toivonen, Kankkunen, Cerrato e Biasion, alcuni dei quali sono diventati successivamente Campioni del Mondo.
La gara ha avuto una pausa di 4 anni dal 1994 al 1998. Nel 2018, per festeggiare i 40 anni dalla sua prima edizione, l'Automobile club Sassari ha ripreso l'organizzazione dell'evento nella versione Rally Internazionale Costa Smeralda Storico.
Dal 2020, l'evento sportivo è stato inserito nel Campionato Italiano Rally Storici e nel Campionato Italiano Regolarità a media.

## Albo d'oro

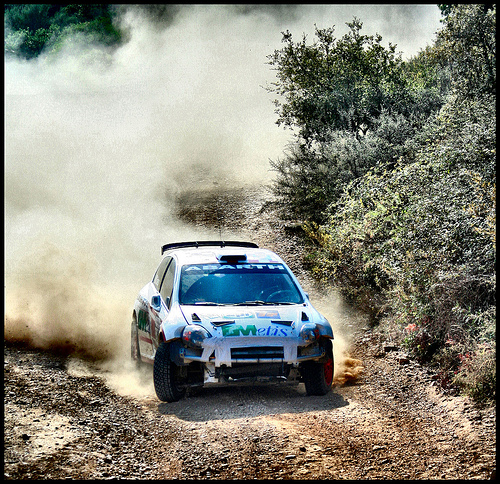
Giandomenico Basso su Fiat Grande Punto Abarth S2000 al Costa Smeralda del 2007

| Stagione | Evento                             | Pilota                    | Auto                           |
| -------- | ---------------------------------- | ------------------------- | ------------------------------ |
| 1978     | 1° Rally Costa Smeralda            | Maurizio Verini           | Fiat 131 Abarth                |
| 1979     | 2° Rally Costa Smeralda            | Attilio Bettega           | Fiat 131 Abarth                |
| 1980     | 3° Rally Costa Smeralda            | Bernard Darniche          | Lancia Stratos HF              |
| 1981     | 4° Rally Costa Smeralda            | Markku Alén               | Fiat 131 Abarth                |
| 1982     | 5° Rally Costa Smeralda            | Michele Cinotto           | Audi Quattro                   |
| 1983     | 6° Rally Costa Smeralda            | Miki Biasion              | Lancia Rally 037               |
| 1984     | 7° Rally Costa Smeralda            | Henri Toivonen            | Porsche 911SC RS               |
| 1985     | 8º Rally Costa Smeralda            | Dario Cerrato             | Lancia Rally 037               |
| 1986     | 9° Rally Costa Smeralda            | Henri Toivonen            | Lancia Delta S4                |
| 1987     | 10° Rally Costa Smeralda           | Juha Kankkunen            | Lancia Delta HF4WD             |
| 1988     | 11° Rally Costa Smeralda           | Markku Alén               | Lancia Delta Integrale         |
| 1989     | 12° Rally Costa Smeralda           | Dario Cerrato             | Lancia Delta Integrale 16V     |
| 1990     | 13° Rally Costa Smeralda           | Dario Cerrato             | Lancia Delta Integrale 16V     |
| 1991     | 14° Rally Costa Smeralda           | Juha Kankkunen            | Lancia Delta Integrale 16V     |
| 1992     | 15° Rally Costa Smeralda           | Didier Auriol             | Lancia Delta HF Integrale      |
| 1993     | Cancellato                         | Cancellato                | Cancellato                     |
| 1994     | 16° Rally Costa Smeralda           | Piero Liatti              | Subaru Impreza 555             |
|          |                                    |                           |                                |
| 1998     | 17° Rally Costa Smeralda           | Pucci Grossi              | Toyota Celica GT-Four          |
| 1999     | 18° Rally Costa Smeralda           | Daniele Griotti           | Subaru Impreza WRC             |
| 2000     | 19° Rally Costa Smeralda           | Michele Gregis            | Subaru Impreza WRC             |
| 2001     | 20° Rally Costa Smeralda           | Paolo Andreucci           | Ford Focus WRC                 |
| 2002     | 21° Rally Costa Smeralda           | Luca Cantamessa           | Subaru Impreza WRC             |
| 2003     | 22° Rally Costa Smeralda           | Harri Rovanperä           | Peugeot 206 WRC                |
| 2004     | 23° Rally Costa Smeralda           | Andrea Navarra            | Subaru Impreza STI             |
| 2005     | 24° Rally Costa Smeralda           | Andrea Navarra            | Mitsubishi Lancer EVO IX       |
| 2006     | 25° Rally Costa Smeralda           | Paolo Andreucci           | Fiat Grande Punto Abarth S2000 |
| 2007     | 26° Rally Costa Smeralda           | Piero Longhi              | Subaru Impreza STi             |
| 2008     | 27° Rally Costa Smeralda           | Paolo Andreucci           | Mitsubishi Lancer EVO IX       |
| 2009     | 28° Rally Costa Smeralda           | Paolo Andreucci           | Peugeot 207 S2000              |
| 2010     | 29° Rally Costa Smeralda           | Kris Meeke                | Peugeot 207 S2000              |
| 2011     | 30° Rally Costa Smeralda           | Paolo Andreucci           | Peugeot 207 S2000              |
| 2012     | 31° Rally Costa Smeralda           | Paolo Andreucci           | Peugeot 207 S2000              |
| 2013     | 32° Rally Costa Smeralda           | Paolo Andreucci           | Peugeot 207 S2000              |
| 2014     | 33° Rally Costa Smeralda           | Renato Travaglia          | Peugeot 207 S2000              |
| 2015     | 34° Rally Costa Smeralda           | Giuseppe Dettori          | Škoda Fabia S2000              |
| 2016     | 35° Rally Costa Smeralda           | Federico Della Casa       | Škoda Fabia R5                 |
| 2017     | Rally in Costa Smeralda - Sardegna | Giuseppe Dettori          | Škoda Fabia R5                 |
|          |                                    |                           |                                |
| 2018     | 1° Rally Storico Costa Smeralda    | Agostino Iccolti          | Porsche 911 RS                 |
| 2019     | 2° Rally Storico Costa Smeralda    | Matteo Luise              | Fiat Ritmo 130 TC              |
| 2020     | 3° Rally Storico Costa Smeralda    | Luigi Battistolli "Lucky" | Lancia Delta Integrale         |
| 2021     | 4° Rally Storico Costa Smeralda    | Angelo Lombardo           | Porsche 911 RSR                |
| 2022     | 5° Rally Storico Costa Smeralda    | Natale Mannino            | Porsche 911 SC                 |